# Pieter Isaacsz

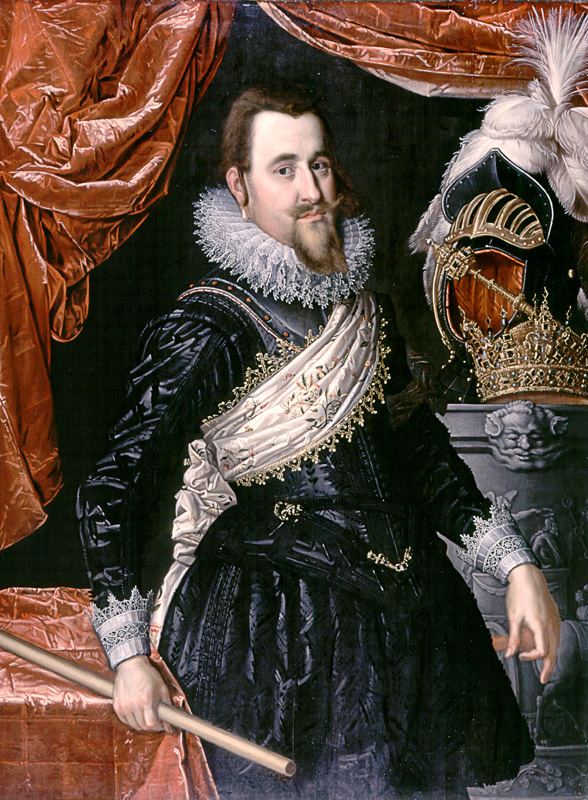
Koning Christiaan IV van Denemarken, ca 1615, Frederiksborg

Pieter Isaacsz (Helsingør, 1569 – Amsterdam, 14 september 1625), was een in Denemarken geboren Nederlandse schilder uit de Gouden Eeuw.

## Leven
De kunstschilder Pieter Isaacsz werd in 1569 te Helsingør in Denemarken uit Nederlandse ouders geboren. Na een leerperiode in Italië en Duitsland vestigde hij zich in Amsterdam, waar hij opdrachten uitvoerde voor rijke kooplieden en bestuurders. Hij had in deze beginperiode intensieve contacten met vele Zuid-Nederlandse kunstenaars die in Amsterdam woonden en werkten. Vanaf 1607 werkte Isaacsz voor koning Christiaan IV van Denemarken, die hem enkele jaren later tot hofschilder benoemde. Via Isaacsz werden onder meer grote aantallen Nederlandse kunstwerken ingevoerd. In 1617 werd hij door de Staten-Generaal benoemd tot commissaris bij de Sonttol in Helsingør. Aan het einde van zijn leven kreeg Isaacsz van Christiaan IV twee zeer belangrijke opdrachten: de decoratie-programma's voor de grote zaal op het lustslot Rosenberg in Kopenhagen en het oratorium van de koning op kasteel Frederiksborg. Aan dit oratorium leverden enkele bekende 'pre-Rembrandtisten' een bijdrage. Isaacsz stierf in 1625.
- Biblioteca Nacional de España: XX1518996
- Bibliothèque nationale de France: cb14587954b (data)
- Biografisch Portaal: 16145710
- Digitale Bibliotheek voor de Nederlandse Letteren: isaa003
- Gemeinsame Normdatei: 119553848
- International Standard Name Identifier: 0000 0000 6678 4793
- KulturNav: cf628937-513f-4c9a-adcc-110015e05b8b
- Library of Congress Control Number: nr97040067
- Nationale Bibliotheek van Tsjechië: jo2016900966
- Nationale Bibliotheek van Israël: 987007312276405171
- Nederlandse Thesaurus van Auteursnamen: 159834066
- RKD-Nederlands Instituut voor Kunstgeschiedenis: 41140
- Système universitaire de documentation: 12457467X
- Union List of Artist Names: 500019384
- Virtual International Authority File: 67278762
- WorldCat: E39PBJdmpvpDhhYCdQr9FB7mBP